# Abborrsjön (Torestorps socken, Västergötland)
Abborrsjön är en sjö i Marks kommun i Västergötland och ingår i Viskans huvudavrinningsområde. Sjön har en area på 0,0684 kvadratkilometer och ligger 159,1 meter över havet.

## Delavrinningsområde
Abborrsjön ingår i det delavrinningsområde (636763-130914) som SMHI kallar för Utloppet av Tolken. Medelhöjden är 107 meter över havet och ytan är 48,4 kvadratkilometer. Räknas de 8 avrinningsområdena uppströms in blir den ackumulerade arean 253,44 kvadratkilometer. Slottsån (Torestorpsån) som avvattnar avrinningsområdet har biflödesordning 2, vilket innebär att vattnet flödar genom totalt 2 vattendrag innan det når havet efter 59 kilometer. Avrinningsområdet består mestadels av skog (66 procent) och jordbruk (10 procent). Avrinningsområdet har 7,58 kvadratkilometer vattenytor vilket ger det en sjöprocent på 15,6 procent.